# 가양동 (서울)
가양동(加陽洞)은 서울특별시 강서구에 있는 동이다.

## 개요
가양동의 동명은 ‘가마동’(加麻洞)과 ‘고양리’(古陽里)가 합쳐지면서 가마동의 ‘가’자와 고양리의 ‘양’자를 따서 비롯되었다. 한강 서부지역은 백제의 시조 온조왕의 형 비류가 나라를 세웠다는 미추홀에 해당 되니 삼국사기 (권37 잡기 제6 지리) 백제 한산주편에 잉벌로현(仍伐奴縣:시흥), 제차파의현(濟次巴衣縣:강서구), 매소홀현(買召忽縣:인천)등은 모두 ‘미추홀’이다라는 기록이 있다. 따라서 강서구는 비류백제의 미추홀에서부터 역사가 시작된다고 볼 수 있으며 최초의 지명이 ‘제차파의’라는 것을 알 수 있다.
1914년 3월 1일 경기도 양천군 군내면 향교동(鄕校洞), 고양리(高陽里), 가마동(加麻洞), 성재정리(城才井里), 공암리(孔岩里)가 합하여 김포군 양동면 가양리가 되었다. 1963년 1월 1일에는 서울시로 편입되어 영등포구 가양동 (양동출장소관할)으로 편입되었다. 현재처럼 강서구 소속이 된 것은 1977년 9월 1일 영등포구가 분구되어 강서구가 신설되면서부터이다. 1993년 4월 1일에는 가양동이 가양1,2,3동으로 분동되었다.

## 교육
- 서울양천초등학교
- 서울가곡초등학교
- 서울공진초등학교
- 서울공항초등학교
- 서울송화초등학교
- 서울탑산초등학교
- 서울가양초등학교
- 서울염강초등학교 (폐교) - 허준로 221-22 (가양동)
- 마곡중학교
- 마곡하늬중학교
- 성재중학교
- 공진중학교
- 경서중학교
- 동양고등학교
- 서울항공비즈니스고등학교
- 영등포공업고등학교
- 세현고등학교
- 서울서진학교 (구 공진초등학교 자리)

## 아파트
- 서울주택도시공사
  - 가양2단지 - 1992년 11월 입주 / 성지건설
  - 가양3단지 - 1992년 12월 입주 / 신일건업
  - 가양4단지 - 1992년 12월 입주 /
  - 가양5단지 - 1992년 11월 입주 / (주)건영, 대주건설
  - 가양6단지 - 1992년 11월 입주 / 남광토건
  - 가양7단지 - 1992년 7월 입주 / 신화건설
  - 가양8단지 - 1992년 11월 입주 / 삼성중공업
  - 가양9-1단지 - 1992년 11월 입주 / 일성건설
  - 가양9-2단지 - 1993년 2월 입주 /

| 마곡 한솔솔파크 | 한솔건설㈜ |  |

## 교통
- 서울 지하철 5호선: 마곡역 - 발산역
- 서울 지하철 9호선: 증미역 - 가양역 - 마곡나루역 - 양천향교역
- 인천국제공항철도: 마곡나루역

## 같이 보기
- 대한민국의 행정 구역